# Mieczysław Olkowski

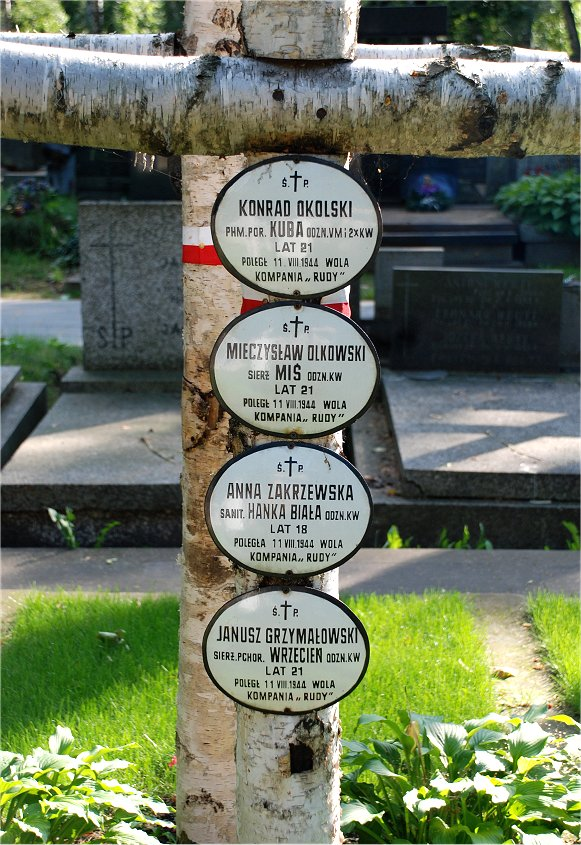
Mogiła na Powązkach

Mieczysław Olkowski ps. Miś (ur. 11 września 1923, zm. 11 sierpnia 1944 w Warszawie) – sierżant, uczestnik powstania warszawskiego w III plutonie „Felek” 2. kompanii „Rudy” batalionu „Zośka”.
Był harcerzem 80 Drużyny Harcerskiej im. Jędrzeja Śniadeckiego. Podczas okupacji działał w polskim podziemiu zbrojnym.
Poległ 11. dnia powstania warszawskiego przy ul. Kolskiej podczas opuszczania przez oddział powstańczy budynku szkoły przy ul. Spokojnej na Woli. Pochowany w kwaterach żołnierzy i sanitariuszek baonu „Zośka” na Wojskowych Powązkach w Warszawie wraz z łączniczką Anną Zakrzewską (ps. „Hanka Biała”), phm. por. Konradem Okolskim (ps. „Kuba”) i sierż. pchor. Januszem Grzymałowskim (ps. „Wrzecień”) (kwatera A20-5-18).
Odznaczony Krzyżem Walecznych.